# Мортимер, Эдмунд, 1-й барон Мортимер
Эдмунд де Мортимер (англ. Edmund de Mortimer; ок. 1310 — 16 декабря 1331) — 1-й барон Мортимер с 1331, старший сын Роджера Мортимера, 1-го графа Марч, и Джоанны де Женевиль (Жуанвиль).

## Биография
Точный год рождения Эдмунда неизвестен. Его отец, Роджер Мортимер, бывший любовником английской королевы Изабеллы, сыграл ключевую роль в свержении мужа Изабеллы, короля Англии Эдуарда II, в 1327 году, после чего фактически управлял Англией от имени короля Эдуарда III на протяжении трёх лет. Но в 1330 году был обвинён королём в государственной измене, после чего его казнили 29 ноября того же года. Все его владения и титулы были конфискованы.
В момент казни отца Эдмунду было около 20 лет. 20 ноября 1331 года английский парламент назвал его бароном Мортимером, но уже 16 декабря Эдмунд умер в Стентон Ласи. Его наследником был сын Роджер, которому удалось вернуть владения деда.

## Брак и дети
Жена: с 27 июня 1316 (Ирнвуд, Килнет) Элизабет де Бэдлсмир (около 1313 — 8 июня 1355), дочь Бартоломью де Бэдлсмира, 1-го барона Бэдлсмира, и Маргарет де Клер. Дети:
- Роджер Мортимер (11 ноября 1328 — 26 февраля 1360), 4-й барон Вигмор с 1348, 2-й граф Марч с 1354, 3-й барон Женевиль с 1356
- Джон Мортимер (ум. в младенчестве)

После смерти мужа Элизабет в 1335 году вышла замуж вторично — за Уильяма де Богуна, 1-го графа Нортгемптона.